# Sungai Wami
Sungai Wami är ett vattendrag i Indonesien.   Det ligger i provinsen Papua, i den östra delen av landet, 3 200 km öster om huvudstaden Jakarta.